# Pirkle Jones
Pirkle Jones, né le 2 janvier 1914 à Shreveport en Louisiane, et mort le 15 mars 2009 à San Rafael en Californie, est un photographe américain de documentaires.

## Biographie
Né le 2 janvier 1914 à Shreveport, il est un photographe américain qui a documenté la vie des travailleurs agricoles migrants, les villes californiennes menacées par l'environnement et les dirigeants du Black Panther Party.
Il est mort le 15 mars 2009 à San Rafael,.